# Списак налазишта са термама и балнеумима у римским провинцијама на тлу Србије
Списак налазишта са термама и балнеумима у римским провинцијама на тлу Србије је табеларни приказ археолошких леокалитета на којима је регистровано и истражено око четрдесетак римских купатила, док је број епиграфских сведочанстава о купатилима веома редак. 

## Општа разматрања
Купање је једна од основних човекових потреба. У старом свету била је повезана са хигијеном, али и са култним радњама. Још у бронзанодопским културама Старог Истока, Египта и Егеје, ритуално купање је имало веома важну улогу. Церемоније култног прања одвијале су се у близини храмова, култних места, палата, код светих извора или вештачки направљених базена.
Под утицајем грчке културе, купатила се уводе у римском свету  а ширењем Римског царства постају саставни део културе живљења у многим областима где су владали Римљани
Римска цивилизација је изузетно поштовала и неговала култ воде и обилато је користила благодети топлих и лековитих бањских вода. За Римљане свих слојева, купање и телесна нега боли су важна делатност у слободно време, па тако и за становнике провинцијама на тлу Србије, који су у, за ту намену специјално саграђеним термама, свакодневно користили топлу и/или лековиту бањску воду са термалних извора.
Према основи и начину зидања, римска купатило се могу разврстати у две групе: балнеуме и терме.
Балнеум (лат. balneum)
Балнеум је грађевина која спада у ред јавних купатила са паралелним редовима просторија (лат. parallel row type), максималне површине до 500 m².  Како овај објекат не поседује велико вежбалиште, базен на отвореном и површину мању од 1.500 m² за ову грађевину најподеснији термин је балнеум. 
Овај тип купатила био је веома распрострањени широм Римског царства. Балнеуми су у касноантичким провинцијама на тлу Србије веома бројни. Подижу се уз приватне виле - средња или мања газдинства, царска имања, у оквиру путних станица (лат. mansiones), мањих насеља (лат. vici, pagi), војних логора (лат. castra, castella, praesidia) или градова (лат. municipii, coloniae).
Епиграфска сведочанства о њима на територији Србије релативно су оскудна. У питању су дијахрони натписи пронађени у Костолцу (лат. Viminacium) из 247. године, Караташу (лат. Diana) из 2. века и Избичању код Пријепоља из времена Јустинијана I (527—565).
Терме
За разлику од балнеума терме су велика купатила која поседује велико вежбалиште, базен на отвореном и чија површина прелази 1.500 m².

## Списак локалитета са термама и балнеумима
Археолошким истраживањима откривено је преко хиљаду римских купатила широм Римског царства. У римским провинцијама на тлу данашње Републике Србије, регистровано је и истражено око четрдесетак
римских купатила (приказаних на овој списку), док је број епиграфских сведочанстава о купатилима
веома редак. 
| Р.бр. | Налазиште                 | Тип налазишта                               | Тип купатила                             | Величина                                               | Датовање                         |
| ----- | ------------------------- | ------------------------------------------- | ---------------------------------------- | ------------------------------------------------------ | -------------------------------- |
| 1.    | Сирмијум, лок. 31         | утврђени град                               | царске терме                             | делимично откривене 3 просторије                       | 4. век                           |
| 2.    | Сирмијум, лок. 29         | утврђени град                               | јавне терме                              | делимично откривене, 58,7 x 72 m (4212 m²)             | 3—4. век?                        |
| 3.    | Сирмијум, лок. 4          | утврђени град                               | балнеум, део градске виле                | 30 x 7 m (210 m²)                                      | средина 4. век                   |
| 4.    | Засавица                  | цивилно насеље или вила                     | самостални објекат, балнеум              | делимично откривене 3 просторије                       | нема података                    |
| 5.    | Прњавор-Штитар            | цивилно насеље или вила                     | самостални објекат, балнеум              | делимично откривен                                     | средина - друга половина 4. века |
| 6.    | Сингидунум                | цивилно насеље, у сз делу Студентског парка | самостални објекат, балнеум              | 15 x 20 m (300 m² )                                    | 3. и 4 век                       |
| 7.    | Сингидунум                | цивилно насеље, на Студентском тргу         | самостални објекат                       | балнеум делимично истражене 3 просторије               | нема података                    |
| 8     | Сингидунум                | цивилно насеље, Косанчићев венац 12-16      | балнеум, део виле                        | делимично истражен                                     | 3. век                           |
| 9.    | Маргум                    | цивилно насеље                              | самостални објекат, балнеум              | 27 x 15 m (405 m²)                                     | 2—3. и 4. век                    |
| 10.   | Маргум                    | цивилно насеље                              | самостални објекат, баленум              | делимично истражене                                    | напуштене у 4. веку              |
| 11.   | Медијана                  | насеље са вилама                            | део виле                                 | 31,5 x 28,3 m (891,45 m²)                              | 4. век                           |
| 12.   | Медијана                  | насеље са вилама                            | самостални објекат,                      | делимично истражене                                    | 4. век                           |
| 13.   | Наисус                    | extra muros, цивилно насеље..               | самостални објекат поред утврђења        | необјављено                                            | 3—4. век                         |
| 14.   | Муниципијум ДД            | насеље                                      | самостални објекат,                      | испитане 3-4 просторије                                | 2—4. век                         |
| 15.   | Мунципијум ДД             | насеље                                      | самостални објекат                       | делимично истражено                                    | 3—4. век                         |
| 16.   | Царичин град              | доњи град                                   | самостални објекат                       | делимично истражено                                    | 6. век                           |
| 17.   | Царичин град              | ван бедема                                  | самостални објекат                       | 33 х 18 m                                              | 6. век                           |
| 18.   | Римске терме у Чачку      | викус или вила                              | самостални објекат                       | 22,6 x 18,45 (340 m³)                                  | крај 3? — 4. век                 |
| 19.   | Чачак-Бељина              | вила рустика                                | самостални објекат                       | 9 x 11 m (99 m²)                                       | 4. — прва половина 5 века.       |
| 20.   | Прилипац                  | цивилно насеље или вила                     | самостални објекат                       | делимично истражене, око 120 m²                        | 4. век                           |
| 21.   | Виминацијум               | цивилно насеље                              | јавне терме                              | 45 x 35 m (1.575 m²)                                   | 1-3. век, 3—4. век               |
| 22.   | Ушће Поречке реке         | цивилно насеље                              | самостални објекат                       | 8,5 x 7,5 m (80 m²)                                    | 6. век                           |
| 23.   | Талијата                  | цивилно насеље                              | самостални објекат                       | делимично истражене                                    | 6. век                           |
| 24.   | Егета                     | цивилно насеље                              | самостални објекат                       | делимично истражене                                    | 3—4. век                         |
| 25.   | Лисовић                   | насеље или вила                             | део виле                                 | 15,75 x 18 m (283,5 m²)                                | 3—4. век?                        |
| 26.   | Губеревац-каструм         | extra muros, 50 m од капије                 | самостални објекат                       | непознато                                              | у 4 веку сакрални објекат        |
| 27.   | Губеревац-Прутен          | насеље или вила?                            | самостални објекат                       | 142 m²                                                 | 3—4. век?                        |
| 28.   | Белосавци                 | насеље или вила                             | самостални објекат                       | делимично истражене, 21,8 x 14,25 m, (310,65 m²)       | 4. век                           |
| 29.   | Калиште Mansio Municipium | насеље, mansio                              | самостални објекат                       | делимично истражене                                    | 3—4. век                         |
| 30.   | Идијум                    | утврђени mansio                             | самостални објекат у утврђењу            | делимично истражене                                    | 4. век                           |
| 31.   | Тимацијум минус           | extra muros                                 | самостални објекат поред капије утврђења | старије: 24 x 16,5 m (396 m2) млађе: 13 x 13 m 169 m²) | 2 век (старије) 4. век (млађе)   |
| 32.   | Тимацијум минус           | extra muros                                 | самостални објекат поред капије утврђења | претпостављено: 29 x 21 m (609 m²)                     | III-IV век                       |
| 33.   | Ромулијана                | утврђени царски комплекс                    | самостални објекат у утврђењу            | 8,5 x 14,16 m (403,56 m²)                              | крај III-почетак IV века         |
| 34.   | Баце,                     | насеље или вила                             | самостални објекат,                      | делимично истражене, 24 x 13,3 m                       | 3—4. век                         |
| 35.   | Жујинце                   | насеље или вила                             | самостални објекат                       | 480 m²                                                 | прва пол. 4. века                |
| 36.   | Доње Неродимље            | цивилно насеље или вила                     | самостални објекат                       | 15 x 17,5 m (262,5 m²)                                 | 4—6. век                         |
| 37.   | Улпијана                  | утврђено насеље                             | самостални објекат                       | у утврђењу испитана 1 просторија                       | 4—5. век                         |